# Esslinger Zwiebelfest

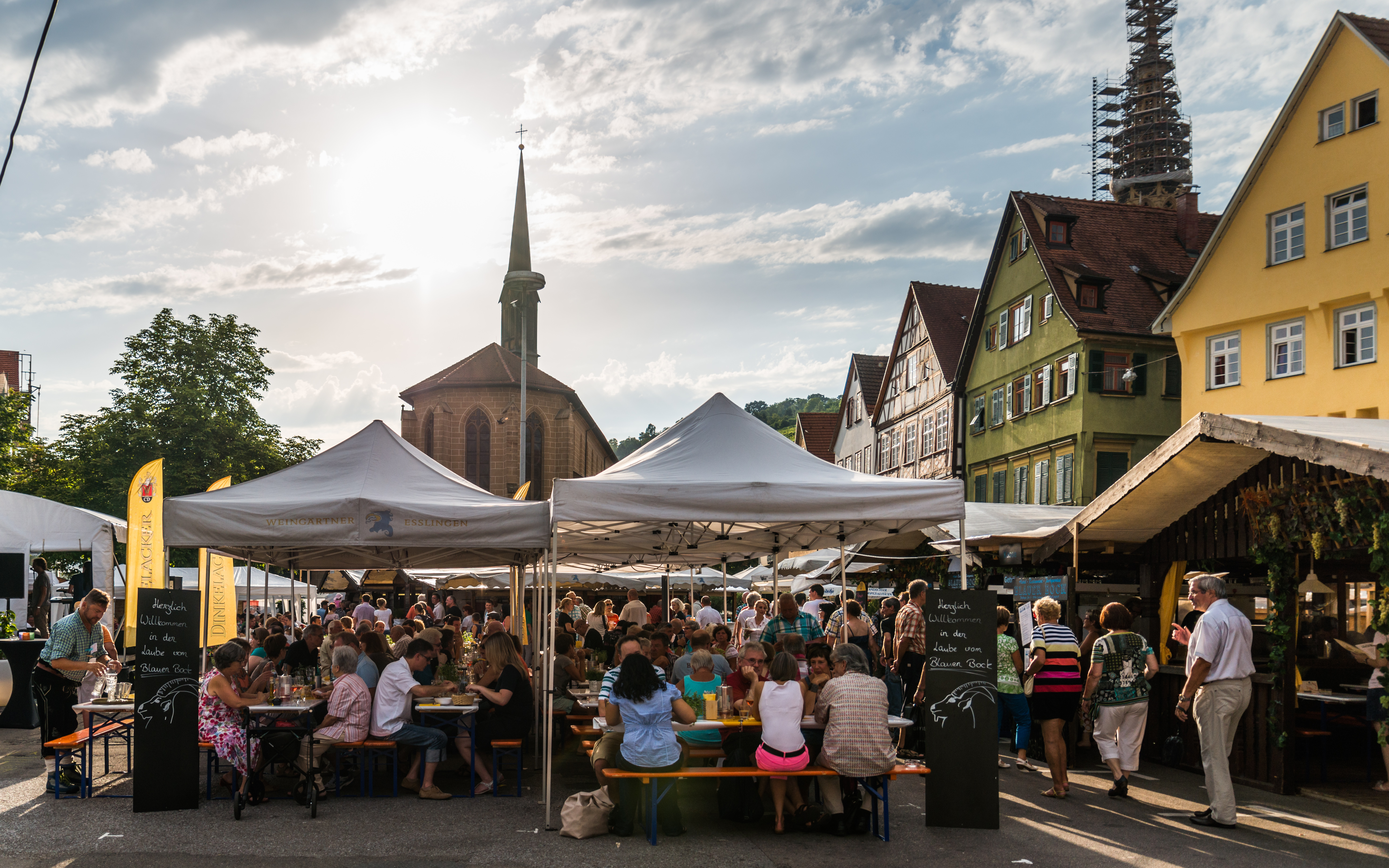
Eindrücke vom Zwiebelfest

Das Esslinger Zwiebelfest war eine bis 2018 alljährlich im Sommer stattfindende Hocketse auf dem Marktplatz in Esslingen am Neckar in Baden-Württemberg.
Inmitten der historischen Stadt- und Burgkulisse Esslingens bewirteten lokale Gastronomen die Besucher in einzelnen Lauben. Das Angebot der sogenannten Zwiebelwirte bestand aus regionalen Spezialitäten und Getränken. Zusätzlich fand auf einer Bühne ein kleines Rahmenprogramm statt. Beim traditionellen Zwiebelaufwiegen wurde eine örtliche Persönlichkeit in Zwiebeln aufgewogen und der Erlös einer sozialen Einrichtung gespendet.
Der Name des Zwiebelfestes geht zurück auf eine Legende. Nach dieser bekam der Teufel von einer Esslinger Marktfrau, die ihn trotz seiner Verkleidung erkannte, anstatt eines Apfels eine Zwiebel. Daraufhin verspottete dieser die Esslinger als Zwieblinger und nahm Reißaus.
Im Jahr 2018 fand das Zwiebelfest zum 32. Mal und auch zum letzten Mal statt.